# Карикаш, Фридеш
Фридеш Карикаш (также, имя: Фридьеш; венг. Karikás Frigyes; 4 ноября 1892, с. Борошшебеш, Австро-Венгрия, — 29 мая 1938, Москва, СССР) — венгерский писатель, член РСДРП(б) с 1917 года.

## Биография
С 1908 года был членом профсоюза охотников и Социал-демократической партии Венгрии
В 1914 году с началом Первой мировой войны был призван в армию, но в том же году попал в русский плен.
В дни Октябрьской социалистической революции участвовал в уличных боях в Москве. Осенью 1918 года вернулся в Венгрию, участвовал в учреждении Партии коммунистов Венгрии. Был политическим комиссаром 39-й бригады венгерской Красной Армии, боровшейся за Венгерскую советскую республику, после поражения которой жил в эмиграции — поначалу в Вене, затем в СССР и Франции.
В начале 30-х гг. возвратился на родину, но когда в июле 1932 года венгерскими властями был раскрыт подпольный секретариат ЦК Коммунистической партии Венгрии, был арестован и несколько лет провёл в тюрьме. Благодаря мобилизации сочувствующими (в том числе Михаем Каройи) общественного мнения, поддержки известных писателей и политиков Франции и Великобритании, Карикашу удалось избежать казни, которой до него подвергли Имре Шаллаи и Шандора Фюрста, после чего он иммигрировал в СССР. 4 марта 1938 года был арестован, 19 мая приговорен к смертной казни и 29 мая расстрелян на Бутовском полигоне.
Был известен как писатель (его новеллы впервые были изданы в Москве в 1927 году) и переводчик (перевёл на венгерский роман Ярослава Гашека «Похождения бравого солдата Швейка во время мировой войны»).

## Творчество
Литературную известность Карикашу принесли рассказы о венгерских красноармейцах, участниках обороны Советской Венгрии от интервентов — сборники:
- 1932 — «Разные люди» (русский перевод с венгерской рукописи: «39-я бригада», 1927).
- 1959 — «Янош Корбей» (новый русский перевод с венгерской рукописи: «39-я бригада»).
- 1970 — «Усы». Рассказы; сочинение в русском переводе с венгерского: М., 1970.

## Фильмография
- 1959 — «39-я бригада» («A harminckilences dandár»)[4]